# Thomson TO 7
Thomson TO 7 (TO 7) је кућни рачунар, производ фирме Томсон (Thomson) који је почео да се израђује у Француској током 1982. године.
Користио је Motorola 6809 као централни микропроцесор а RAM меморија рачунара TO 7 је имала капацитет од 22 KB (8 KB остављено за корисника, 14 KB за видео приказ), до 38 KB (22,7 KB остављено за корисника). 

## Детаљни подаци
Детаљнији подаци о рачунару TO 7 су дати у табели испод.
|                       |                                                                                        |
| [ 1 ]                 |                                                                                        |
| Произвођач            | Томсон                                                                                 |
| Тип                   | кућни рачунар                                                                          |
| Меморија              | 22 (8 остављено за корисника, 14 за видео приказ), до 38 (22,7 остављено за корисника) |
| Поријекло             | Француска                                                                              |
| Година                | 1982                                                                                   |
| Тастатура             | мембранска тастатура, 58 тастера. Тастери смјера.                                      |
| Процесор              | 6809                                                                                   |
| Фреквенција процесора | 1                                                                                      |
| RAM                   | 22 (8 остављено за корисника, 14 за видео приказ), до 38 (22,7 остављено за корисника) |
| ROM                   | 6 (системски монитор) + 16 у Memo7 кертриџима                                          |
| Текст                 | 40 x 25                                                                                |
| Графика               | 320 x 200 (атрибути боја на 8 x 1 пиксел матрици)                                      |
| Боја                  | 8                                                                                      |
| Звук                  | 1 канал, 5 октава (4 канала, 6 октава са проширењем за игре)                           |
| Димензије             | 26 x 46 x 8 cm / 3.5 Kg                                                                |
| Портови               |                                                                                        |
| Оперативни систем     | [[]]                                                                                   |